# Terra de Soneira
Terra de Soneira est une comarque de la province de La Corogne en Galice (Espagne). 

## Municipios de la comarque
La comarque est composée de trois municipios (municipalités ou cantons) : 
- Camariñas
- Vimianzo
- Zas